# Josefin Magnusson
Josefin Magnusson, född 22 september 1989, är en svensk friidrottare. Hon vann SM-guld på 400 meter utomhus år 2012 och inomhus åren 2008, 2009, 2011, 2013 och 2014. Dessutom har hon för sin klubb vunnit ett antal SM-medaljer i stafetterna. Hon tävlar för Malmö AI.

## Karriär
Vid U23-EM i Kaunas, Litauen år 2009 sprang Magnusson 400 meter men slogs ut i försöken med tiden 55,22.
Josefin Magnusson deltog på 400 meter vid U23-EM i Ostrava, Tjeckien 2011 men slogs ut i försöken.
Vid EM i Helsingfors 2012 deltog Magnusson på 400 meter men blev utslagen i försöken.
Josefin Magnusson sprang vid inomhus-EM i Göteborg 2013, tillsammans med Moa Hjelmer, Frida Persson och Elin Moraiti, lång stafett 4 x 400 meter, men laget slogs ut direkt i försöken.

## Personliga rekord
| Utomhus - 100 meter – 12,16 (Göteborg 9 juli 2011) - 100 meter – 12,28 (Karlstad 2 augusti 2011) - 100 meter – 11,77 (medvind) (Skara 6 juni 2014) - 200 meter – 24,08 (Trelleborg 31 maj 2014) - 200 meter – 24,41 (Göteborg 8 juli 2012) - 200 meter – 24,14 (medvind) (Skara 6 juni 2014) - 400 meter – 53,69 (Oslo, Norge 24 maj 2012) - 400 meter – 54,16 (Tjeboksary, Ryssland 20 juni 2015) | Inomhus - 60 meter – 7,80 (Malmö 24 januari 2009) - 200 meter – 24,29 (Göteborg 15 februari 2014) - 400 meter – 53,30 (Örebro 19 februari 2012) |

### Fotnoter
1. ↑  ”Tävlingsårsskiftesövergångar 15 november 2006”. friidrott.se. 15 november 2006. Arkiverad från originalet den 24 november 2016. https://web.archive.org/web/20161124222919/http://www.friidrott.se/forbundsinfo/overgangar/arsskifte0607.aspx. Läst 13 oktober 2017.
2. ↑  ”Stora SM 2008, dag 3”. trackandfield.se. Arkiverad från originalet den 24 augusti 2010. https://web.archive.org/web/20100824041425/http://www.trackandfield.se/Resultat/2008/080803.htm. Läst 20 maj 2013.
3. ↑  ”Stafett-SM 2008”. Arkiverad från originalet den 9 juni 2009. https://web.archive.org/web/20090609064617/http://www.stafett-sm.se/resultat. Läst 25 mars 2015.
4. ↑  ”Stafett-SM 2009”. ifgota.se. Arkiverad från originalet den 4 mars 2016. https://web.archive.org/web/20160304103354/http://www.ifgota.se/result/Uploaded/stafettsm09.html. Läst 29 maj 2013.
5. ↑  ”Stora SM 2010, dag 4”. trackandfield.se. Arkiverad från originalet den 27 september 2013. https://web.archive.org/web/20130927090733/http://www.trackandfield.se/resultat/2010/100822.htm. Läst 2 september 2013.
6. ↑  ”Stora SM 2011, dag 3” (htm). trackandfield.se. http://www.trackandfield.se/resultat/2011/110813.htm. Läst 17 april 2013.
7. 1 2  ”Stafett-SM 2011” (pdf). Arkiverad från originalet den 6 april 2015. https://web.archive.org/web/20150406214723/http://www.proteamonline.se/storage/customers/2202/editor/resultat_2011/Stafett_SM_2011_Res.pdf. Läst 22 maj 2013.
8. ↑  ”Stora SM 2012, dag 2”. swedishtiming.se. Arkiverad från originalet den 30 augusti 2012. https://web.archive.org/web/20120830084623/http://www.swedishtiming.se/resultat/120825.htm. Läst 16 april 2013.
9. 1 2  ”Stafett-SM 2012”. trackandfield.se. Arkiverad från originalet den 19 november 2015. https://web.archive.org/web/20151119081103/http://www.trackandfield.se/resultat/2012/120908_09.htm. Läst 17 april 2013.
10. ↑  ”Stafett-SM 2013”. huddinge-friidrott.org. Arkiverad från originalet den 4 mars 2016. https://web.archive.org/web/20160304222253/http://www.huddinge-friidrott.org/tavlingar/13/stafettsm/resultat.htm. Läst 29 maj 2013.
11. ↑  ”Stora SM 2014, dag 2” (htm). trackandfield.se. http://www.trackandfield.se/resultat/2014/140802.htm. Läst 21 oktober 2014.
12. ↑  ”Stafett-SM 2014” (pdf). idrottonline.se. Arkiverad från originalet den 2 april 2015. https://web.archive.org/web/20150402184643/http://www3.idrottonline.se/ImageVaultFiles/id_595198/cf_69694/resultat2014-05-27_2.PDF. Läst 25 mars 2015.
13. ↑  ”Stora SM 2015, dag 2”. trackandfield.se. Arkiverad från originalet den 6 juli 2016. https://web.archive.org/web/20160706161848/http://www.trackandfield.se/resultat/2015/150808.htm. Läst 31 oktober 2015.
14. 1 2  ”Stafett-SM 2015”. smfriidrott.com. Arkiverad från originalet den 24 november 2015. https://web.archive.org/web/20151124055051/http://www.smfriidrott.com/tavling/stafett-sm-2015/resultat. Läst 31 oktober 2015.
15. ↑  ”Stora SM 2017”. http://www.trackandfield.se/resultat/2017/170825_27.htm. Läst 1 oktober 2017.
16. ↑  ”Stora SM 2018”. http://www.trackandfield.se/resultat/2018/180824.htm. Läst 5 september 2018.
17. ↑  ”Stafett-SM 2018-05-26/27”. trackandfield.se. http://trackandfield.se/resultat/2018/180526_27.htm. Läst 5 september 2018.
18. ↑  ”Resultat: SM-JSM-USM-VSM Stafett, Göteborg/S 12‐13.9.20 Stafetter”. friidrottsstatistik.se. https://www.friidrottsstatistik.se/resultsswe.php?CID=12970598&Season=2020. Läst 25 november 2020.
19. 1 2  ”Stora inne-SM 2008, resultat” (pdf). mai.se. Arkiverad från originalet den 14 april 2015. https://web.archive.org/web/20150414002300/http://www.mai.se/resultat/resultat_inne-sm_2008.pdf. Läst 11 april 2015.
20. 1 2  ”Stora inne-SM 2009 dag 2, resultat”. ism2009.se. Arkiverad från originalet den 4 mars 2016. https://web.archive.org/web/20160304222657/http://www.ism2009.se/filer/resultat_dag2.html. Läst 17 juli 2012.
21. 1 2  ”Stora inne-SM 2010 dag 2, resultat”. friidrott.stockholm.se. http://www.friidrott.stockholm.se/ISM2010/Page.asp?PageIdentifier=RESSONDAG. Läst 19 juli 2012.
22. 1 2  ”Stora inne-SM 2011 dag 2, resultat”. trackandfield.se. http://www.trackandfield.se/resultat/2011/110227.htm. Läst 19 juli 2012.
23. 1 2  ”Stora inne-SM 2012, resultat”. trackandfield.se. Arkiverad från originalet den 4 mars 2016. https://web.archive.org/web/20160304224853/http://www.trackandfield.se/Resultat/2012/120218_19.htm. Läst 19 juli 2012.
24. 1 2  ”Stora inne-SM 2013, resultat”. trackandfield.se. Arkiverad från originalet den 20 februari 2013. https://web.archive.org/web/20130220083140/http://www.trackandfield.se/Resultat/2013/130215.htm. Läst 18 februari 2013.
25. 1 2  ”Stora inne-SM 2014 dag 2, resultat”. trackandfield.se. http://www.trackandfield.se/resultat/2014/140223.htm. Läst 29 januari 2015.
26. 1 2  ”Stora inne-SM 2016, resultat”. livetiming.se. http://livetiming.se/track/ism16/. Läst 26 maj 2016.
27. ↑  ”ISM 2018 2018-02-27”. primawebb.se. Arkiverad från originalet den 28 februari 2018. https://web.archive.org/web/20180228042650/http://primawebb.se/giffri/ism2018/Results_Total.html. Läst 27 februari 2018.
28. 1 2 3 4 5 6 7 8 9 10  ”Personsida hos IAAF” (på engelska). iaaf.org. https://www.iaaf.org/athletes/sweden/josefin-magnusson-239669. Läst 18 september 2018.
29. ↑  ”European Athletics U23 Championships - Kaunas 2009” (på engelska). european-athletics.org. http://www.european-athletics.org/competitions/european-athletics-u23-championships/history/year=2009/results/index.html#. Läst 20 oktober 2017.
30. ↑  ”European Athletics U23 Championships - Ostrava 2011” (på engelska). european-athletics.org. http://www.european-athletics.org/competitions/european-athletics-u23-championships/history/year=2011/results/index.html. Läst 19 oktober 2017.
31. ↑  ”European Athletics Championships - Helsinki 2012” (på engelska). european-athletics.org. http://www.european-athletics.org/competitions/european-athletics-championships/history/year=2012/results/index.html. Läst 1 april 2017.
32. ↑  ”European Athletics Indoor Championships - Göteborg 2013” (på engelska). european-athletics.org. http://www.european-athletics.org/competitions/european-athletics-indoor-championships/history/year=2013/results/index.html. Läst 25 augusti 2017.
33. 1 2 3 4 5  ”Personsida på European Athletics' webbplats” (på engelska). european-athletics.org. http://www.european-athletics.org/athletes/group=m/athlete=130514-magnusson-josefin/index.html. Läst 18 september 2018.